# Radicali Italiani
Radicali Italiani (RI) è un partito politico italiano, che si definisce liberale, liberista e libertario.
Nato nel 2001 con l'intento di proseguire incisivamente le esperienze del Partito Radicale e dei Club Pannella-Riformatori (come questi movimenti adotta la possibilità della doppia tessera, per cui gli iscritti possono essere impegnati anche in altri partiti), i contenuti della sua proposta riguardano essenzialmente la difesa dei diritti civili e della democrazia, il metodo della nonviolenza gandhiana, la laicità e la libertà religiosa, un efficace progetto di federalismo europeo, l'antimilitarismo ma anche atlantismo, il liberalismo democratico, un marcato laicismo e l'anticlericalismo.
La sua azione si distingue anche per il costante impegno a favore di una riforma del sistema della giustizia.
Per statuto non si presentava direttamente alle competizioni elettorali, norma ora cambiata, sebbene numerosi suoi esponenti si siano candidati nelle liste dell'Associazione Politica Nazionale Lista Marco Pannella e, tra il 2006 e il 2008, nella Rosa nel Pugno.
Ispirato alla tradizione federalista europea di Altiero Spinelli ed Ernesto Rossi, a livello europeo è membro dell'ALDE. A livello internazionale è stato soggetto costituente del Partito Radicale Nonviolento Transnazionale e Transpartito fino al 2017, anno della scissione fra RI e PRT.

## Storia

### Fondazione del movimento
All'indomani delle elezioni politiche del 2001, che vedono la vittoria della coalizione di centro-destra la Casa delle Libertà, il Comitato Radicale si riunisce a Roma il 14 e 15 luglio, quando viene approvata la mozione politica che determina l'istituzione del nuovo soggetto politico denominato Radicali italiani.
Alla carica di segretario viene eletto Daniele Capezzone, ventottenne già responsabile informazione del partito e una delle voci di Radio Radicale, mentre alla presidenza del movimento vengono chiamati Luca Coscioni, affetto da sclerosi laterale amiotrofica ad emblema della battaglia per la libertà della ricerca scientifica, accanto a Benedetto Della Vedova, eurodeputato della Lista Bonino, e Rita Bernardini, consigliere comunale di Roma.
Tra le prime proposte, lanciate a livello internazionale come rimedio per i conflitti armati in Medio Oriente, i Radicali propongono l'ingresso di Israele nell'Unione europea, avviano una campagna per l'abolizione della pena di morte, tema riportato alla ribalta a seguito dei conflitti in Afghanistan, e contro il sovraffollamento delle carceri, sostenendo che il numero dei detenuti avesse ormai acquisito quantità troppo consistenti.
A novembre 2001, nel corso del comitato politico, il segretario Capezzone ribadisce "non l'indisponibilità, ma l'impossibilità storica e strutturale delle forze della sinistra e della destra ufficiali italiane di trovare alleanze strategiche con noi".

### Il 1º Congresso e il "Caso Italia"
Il primo congresso dei Radicali Italiani si svolge a Roma dal 4 al 7 luglio 2002 ed impegna gli organi dirigenti del movimento a presentare e sostenere una denuncia contro lo Stato italiano dinanzi alla Corte Europea dei diritti umani per l'attentato ai diritti civili e politici dei cittadini italiani. L'assise delibera, altresì, di aprire un anno straordinario di iniziativa e di lotta, con il ricorso ad ogni strumento politico, giudiziario e nonviolento, sulla battaglia per la "speranza nella vita" e la "vita della speranza" di milioni di persone, guidata da Luca Coscioni.
Questa viene definita come un nuovo capitolo della lotta religiosa ed anticlericale dei radicali contro le politiche che si oppongono al diritto di scelta individuale in materia di libertà sessuale, di cura, di ricerca, di fecondazione assistita, di droghe, di morte dignitosa.
Nel febbraio 2003, la delegazione europea dei Radicali (formata da Pannella, Bonino, Della Vedova, Marco Cappato, Gianfranco Dell'Alba, Olivier Dupuis e Maurizio Turco) presentano una interrogazione alla Commissione europea su presunte persecuzioni, pestaggi, torture ed assassinii, da parte delle autorità pubbliche della Repubblica del Vietnam, nei confronti della popolazione cristiana dei Montagnard (popolo Degar), esponendosi contro il governo vietnamita accusato di violare i propri obblighi internazionali in materia di diritti umani contravvenendo agli accordi di cooperazione stipulati con l'UE.
A marzo del 2003 danno avvio ad una serie di denunce sulla situazione politica interna, definendo quello che prenderà il nome di "Caso Italia". Il dossier radicale denuncia che:
- a partire dal novembre 2000 si siano verificate violazioni della Costituzione italiana relativamente alla composizione della Camera dei deputati e della Corte costituzionale: nel primo caso, l'assemblea legislativa ha stabilito dopo molti mesi di rimanere senza plenum, "malgrado la Costituzione lo prescriva tassativamente" (viene contestata, al riguardo, la presenza di numerose liste civetta che hanno impedito di individuare nuovi candidati dal riparto proporzionale); nella seconda istituzione il plenum dei componenti è stato ripristinato soltanto dopo 7 giorni di sciopero totale della fame e della sete da parte di Pannella
- ci sia una "sistematica violazione" della legalità costituzionale per ciò che concerne il diritto al referendum, in quanto da un lato il sistema politico italiano ostacolerebbe l'indizione di referendum, dall'altro una serie di questioni ne comprometterebbero sistematicamente gli esiti (ad esempio casi di mancato aggiornamento delle liste elettorali, nelle quali - sostengono i Radicali - sarebbero contenute anche persone defunte calcolate ai fini del quorum);
- il sistema giudiziario non sia in grado di svolgere con efficacia il compito di risolvere le controversie applicando le norme vigenti, attaccando il Consiglio Superiore della Magistratura ritenuto un "potere politico in espansione";
- la situazione delle carceri sia insostenibile: da un'analisi emerge, secondo i Radicali, la fotografia di una situazione di "sfascio di legalità", di "azzeramento della dignità" e del rispetto dei diritti umani e civili, denunciando casi di lesione, ritenuta colposa ma in alcuni casi anche volontaria, dell'integrità psicofisica delle persone detenute.

### Il 2º congresso e le elezioni europee

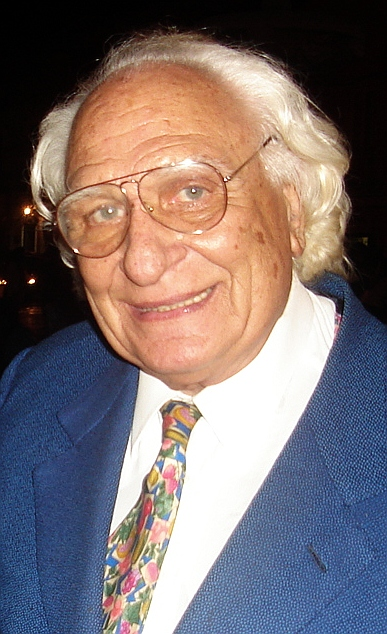
Lo storico Marco Pannella

Dal 30 ottobre al 2 novembre 2003 si svolge il II Congresso del partito, che accusa il Governo Berlusconi in carica di rifiutare ogni accordo politico con il Partito Radicale Transnazionale, rilanciando il caso Italia in virtù dell'asserzione che l'Italia sia, in assoluto, il Paese più condannato per violazioni di diritti umani dalla Corte europea dei diritti dell'uomo, con un record superiore ad una condanna al giorno.
La mozione unica approvata dal congresso, inoltre, si pone in maniera critica nei confronti della corrente gestione politica europea: invita a dire "No" alla Convenzione europea, la quale confermerebbe un assetto di potere confuso senza progressi sull'esistente; i Radicali aprono piuttosto alla prospettiva degli "Stati Uniti d'Europa e d'America". Propongono l'elezione diretta del presidente della Commissione europea e di rinnovare le istituzioni continentali lasciando spazio ad un federalismo spinto e, dal punto di vista politico, ad una nuova aggregazione che diventi un vero e proprio "Partito Radicale Europeo".
Il 20 febbraio 2004, il Parlamento italiano approva la legge contenente le norme per la procreazione medicalmente assistita, duramente contestata dai Radicali ritenendola fortemente restrittiva delle libertà individuali e della ricerca scientifica (viene vietata espressamente la ricerca sulle cellule embrionali), i quali annunciano immediatamente la raccolta delle firme per indire un referendum abrogativo.
Intanto, il partito si prepara alle elezioni europee del giugno 2004, che ridimensionano notevolmente la delegazione radicale nel Parlamento europeo: i Radicali Italiani sostengono la Lista Bonino che ottiene circa 730.000 voti, pari al 2,2%, e due seggi, occupati dai due leader Bonino e Pannella.
Nello stesso anno, il partito subisce una scissione; infatti, le zone più a sinistra dei radicali, scontenti delle loro politiche liberiste, abbandonano il partito fondando i Radicali di Sinistra.

### La fecondazione assistita
In collaborazione con l'Associazione Luca Coscioni, i radicali presentano una serie di quesiti referendari per chiedere l'abolizione totale della legge 40/2004 sulla fecondazione assistita: per i radicali la battaglia ha l'obiettivo di riaffermare l'importanza della "laicità dello Stato", operando una distinzione netta tra la laicità delle leggi e le scelte morali.
Il 25 marzo 2004, i radicali depositano alla Corte di cassazione i quesiti referendari, il primo di abrogazione totale, gli altri quattro di abrogazione parziale della legge. Il 13 gennaio 2005, però, la Corte costituzionale dichiara inammissibile il quesito referendario sull'abrogazione totale, perché ritenuto incostituzionale in quanto, abrogando radicalmente la legge, si sarebbe rimasti senza alcuna legislazione in materia, mentre dichiara ammissibili gli altri quattro quesiti di abrogazione parziale della legge.
L'iniziativa referendaria riceve l'appoggio anche di alcuni partiti laici, prevalentemente di sinistra, e di settori della politica che lasciano libertà di coscienza. La Conferenza Episcopale Italiana invece invita a non partecipare ai referendum, ritenuti uno strumento inadatto a trattare un tema eticamente sensibile come il diritto alla vita e allo scopo di non far scattare il quorum per la validità dei referendum, apprezzando che sia stato inserito nel testo legislativo il riconoscimento dei diritti del nascituro.
I quattro referendum sulla fecondazione assistita si svolgono il 12 e 13 giugno 2005: il primo riguarda il limite della ricerca clinica e sperimentale sugli embrioni; il secondo i limiti all'accesso alla procreazione medicalmente assistita; il terzo le finalità e i diritti dei soggetti coinvolti; il quarto il divieto di fecondazione eterologa.
L'esito dei referendum è negativo: si reca alle urne soltanto il 25,6% degli aventi diritto al voto e viene dunque a mancare il quorum per la validità dei quesiti.

### Il 4º congresso: la Rosa nel Pugno radical-socialista

Il simbolo mai presentato della Lista Luca Coscioni

Alle elezioni regionali del 2005 i Radicali chiedono ospitalità ad entrambe le coalizioni per presentare delle liste col nome di Luca Coscioni, ma il tentativo trova l'opposizione dei cattolici in entrambi gli schieramenti, che contestano la matrice anticlericale dei Radicali, e da sinistra a causa della visione economica liberista e del filo-atlantismo. Le liste elettorali così, senza appoggi, non vengono presentate.
Primi contatti nell'ambito di alleanze politiche si verificano all'indomani di regionali e referendum con i Socialisti Democratici Italiani di Enrico Boselli, che cercano nuove alleanze dopo aver sperimentato il progetto elettorale della Federazione dell'Ulivo. I Radicali e lo SDI, pertanto, si fanno promotori della costituzione di un polo laico e riformista nel nome di Blair, Fortuna e Zapatero, sul modello del socialismo radicale spagnolo. Dal 23 al 25 settembre 2005 si svolge a Fiuggi la Convention laica, socialista, radicale e liberale, organizzata dai due partiti insieme all'Associazione Luca Coscioni ed alla Federazione dei giovani socialisti.
I Radicali affidano al loro IV Congresso, celebratosi dal 29 ottobre al 1º novembre 2005, il compito di stabilire le linee guida della loro futura politica e di dare avvio al nuovo soggetto radical-socialista, che parte dall'intesa con lo SDI. Il segretario Capezzone, nella relazione iniziale del congresso, propone uno dei simboli socialisti e radicali per eccellenza, la rosa nel pugno, come emblema del nuovo soggetto politico: da un lato la rosa riformatrice, simbolo del socialismo europeo, dall'altra il pugno che non colpisce ma che rinnova la sua lotta offrendo, appunto, un fiore.
Il simbolo della Rosa nel pugno viene presentato ufficialmente il 17 novembre 2005 presso la Residenza Ripetta di Roma e il nuovo soggetto si propone come alleanza elettorale che viene integrata nella'allora coalizione del centrosinistra italiano, L'Unione, guidata da Romano Prodi. Le linee guida proposte dai Radicali nell'azione politica della Rosa nel Pugno sono:
- Trasformare i Pacs (Patti civili di solidarietà) in legge dello Stato, facendo il possibile e l'impossibile per cancellare discriminazioni odiose e assicurare pari dignità e protezione alle scelte di milioni di donne e di uomini, omosessuali come eterosessuali.
- Cambiare rotta sulle politiche in materia di droghe, facendo il possibile e l'impossibile per cancellare le norme troppo proibizioniste.
- Abolire gli ordini professionali, o almeno larga parte di essi, facendo il possibile e l'impossibile per spazzare i privilegi di pochi": si tratterebbe di cancellare ordini e monopoli e il valore legale della laurea, per fare in modo che "tutti, non solo alcuni, stiano sul mercato, con i rischi e le opportunità che questo comporta.

Nel 2005, in seguito alla scelta di costituire un progetto radical-socialista con adesione al centrosinistra italiano, Benedetto Della Vedova, insieme ad altri esponenti, abbandona il partito e fonda il movimento dei Riformatori Liberali, anch'esso di area liberale e libertaria, ma favorevole ad una collocazione nell'area di centrodestra. Nel 2006 è la volta dei Radicali Europei, che dissentono dalla collocazione nella Rosa nel Pugno per conservare l'autonomia dai due poli e recuperare le tematiche nonviolente del Partito Radicale Transnazionale.

### Le elezioni politiche del 2006 e l'ingresso nel governo Prodi

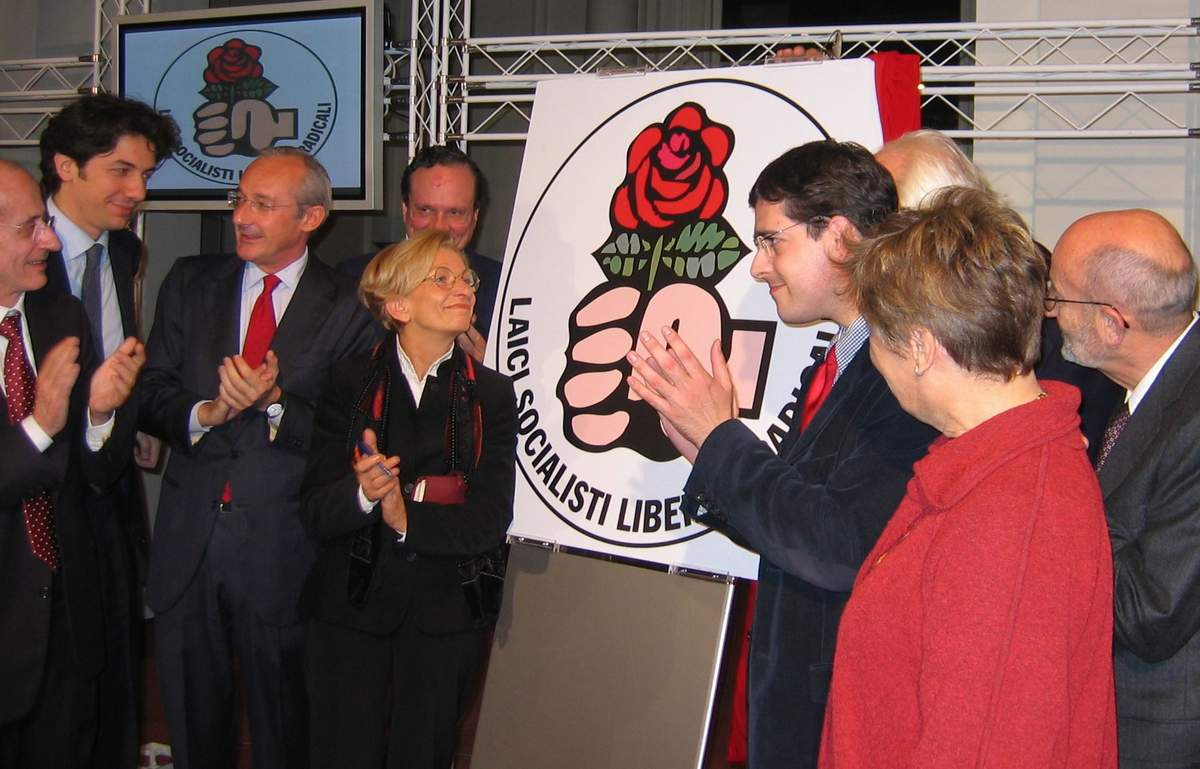
Emma Bonino con altri dirigenti alla presentazione della Rosa nel Pugno

Alle elezioni del 2006 il centrosinistra vince per poche decine di migliaia di voti alla Camera dei deputati, dove ottiene il 49,81% dei consensi contro il 49,74% della CdL. La Rosa nel Pugno ottiene un risultato inferiore alle prevedibili sommatorie di SDI e Radicali, ma si pone come la quarta forza dell'Unione: ottiene circa 991.000 voti alla Camera (2,6%) e 851.000 al Senato (2,5%), superando lo sbarramento solo nel primo caso ed eleggendo così 18 deputati. Al Senato, la formazione radical-socialista non supera gli sbarramenti regionali e non partecipa al riparto dei seggi, anche se la RnP questo parlerà di una scorretta interpretazione della legge elettorale, sostenendo che ci sarebbero invece 8 senatori democraticamente eletti. Il 21 gennaio 2008 la Giunta per le elezioni del Senato respinge definitivamente i ricorsi sui seggi contestati e reclamati dalla RnP, insieme a IdV, UDC, Verdi e Nuovo PSI. Il senatore Roberto Manzione ha spiegato: La Giunta ha respinto tutti i ricorsi a larghissima maggioranza, sancendo il principio che chi è dentro è dentro e chi è fuori è fuori. La casta, come era prevedibile, ha protetto se stessa. Sempre secondo lo stesso si tratta di una decisione abnorme, frutto dell'intesa politica tra maggioranza e opposizione e, in particolare, dell'asse tra PD e Forza Italia che continua a propagare i suoi nefasti effetti.
Nel nuovo secondo governo Prodi l'unica rappresentanza ministeriale della RnP viene affidata alla radicale Emma Bonino, che diventa Ministro delle politiche comunitarie e del commercio internazionale. È la prima volta nella storia che un esponente radicale ottiene un incarico ministeriale.
La Bonino, che ricopre anche la carica di deputato, lascia quindi il posto di parlamentare europeo, che viene assunto da Marco Cappato, mentre Pannella rimane a Strasburgo, essendo sfumata la sua elezione a senatore come capolista della RnP. Capezzone viene eletto presidente della Commissione Attività Produttive, Commercio e Turismo della Camera dei deputati.

### La Rosa nel Pugno si blocca
Già sul finire del 2006, però, il progetto della Rnp subisce un rallentamento dovuto ad una sostanziale difformità tra la cultura socialista e quella radicale, che si concretizza soprattutto in un diverso modo di intendere l'azione politica: da una parte un'azione storicamente di governo, dall'altra un'attività referendaria e movimentista. A dare un'indicazione in tal senso è il V Congresso dei Radicali, che si svolge a Padova dal 2 al 5 novembre 2006: quella che era nata come alleanza politico-elettorale non è riuscita a trasformarsi in un vero nuovo partito ma si mantiene soltanto come azione comune nel Parlamento e nel Governo, dove socialisti e radicali mantengono gruppi e delegazioni unitari nel nome della Rosa nel Pugno.
Nello stesso periodo l'attivista e dirigente politico radicale Piero Welby – gravemente malato di distrofia muscolare – conduce la battaglia per l'eutanasia, scatenando un aspro confronto politico, prima e dopo la sua morte, avvenuta col distacco del respiratore da parte di un anestesista, come forma di disobbedienza civile.
A definire meglio la situazione transitoria della RnP è il congresso dello SDI (aprile 2007) che propone come obiettivo prioritario l'unità socialista e dà avvio alla "Costituente Socialista", finalizzata alla ricomposizione della diaspora e alla nascita di un nuovo soggetto politico che porti il nome di "Partito Socialista": non la fine della Rosa nel Pugno, secondo Boselli, ma l'apertura di un cantiere più grande.

### Il 5º Congresso e lo scontro Pannella-Capezzone

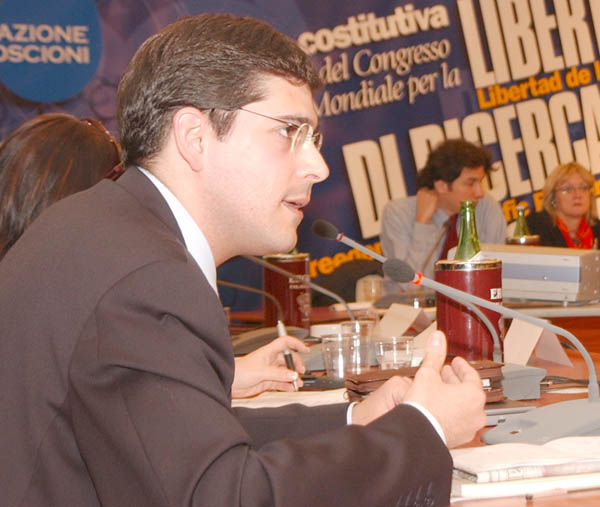
Daniele Capezzone

Intanto, all'interno dei Radicali si concretizza un atteggiamento di scontro tra il leader Marco Pannella e il segretario uscente Daniele Capezzone durante un ufficio politico del partito che finisce ai microfoni di Radio Radicale. Capezzone si lamenta per la sua "destituzione" da segretario (l'assise eleggerà poi Rita Bernardini) e rivendica un atteggiamento più critico nei confronti del Governo, accusato di non essere abbastanza incisivo sulle unioni civili, sull'antiproibizionismo e sull'agenda Giavazzi.
Il clima, tuttavia, si ricompone in occasione del congresso che si svolge all'interno del complesso fieristico di Padova, quando nelle relazioni prevale un atteggiamento distensivo.
Ma la "tregua" dura poco e, dopo esser stato accusato di eccessivo protagonismo mediatico da parte dell'unica ministra Radicale, Emma Bonino, Capezzone torna sulla graticola.
Da lì a poco fonderà il suo network Decidere.net, pur non avendo ufficialmente lasciato i Radicali. Con Decidere.net Capezzone inizia un graduale avvicinamento al centro-destra e a Silvio Berlusconi, al quale – nonostante le posizioni fortemente critiche assunte in passato nei confronti del leader del PdL – offrirà il suo appoggio per la caduta del Governo Prodi II e la campagna elettorale del 2008. Non candidato alle elezioni, viene nominato nel maggio del 2008 portavoce nazionale di Forza Italia.
Dopo la fine dell'esperienza della RnP, il gruppo costituito è stato denominato Socialisti e Radicali - RnP.

### La moratoria sulla pena di morte
Nell'autunno 2007, Marco Pannella ha lanciato uno sciopero della fame, insieme ad altri dirigenti radicali, per sollecitare il governo a presentare la proposta alle nazioni unite; se il risultato sarà favorevole, sarebbe un ulteriore passo avanti per l'abolizione della pena capitale.
La proposta, che ha ricevuto un significativo appoggio dall'Italia prima e quindi dalla Ue, è stata presentata – sotto forma di risoluzione – il 1º novembre 2007 da 72 paesi presso la terza commissione dell'Assemblea Generale dell'ONU.

### Ladelegazione Radicale nel Partito Democratico
In vista delle elezioni politiche 2008 i Radicali Italiani avrebbero voluto proporre una propria lista, coalizzata con il Partito Democratico per Veltroni premier. La dirigenza del PD rifiuta questa soluzione (consentendolo invece all'Italia dei Valori di Antonio Di Pietro). Viene raggiunto un compromesso il 21 febbraio, come base di partenza per un accordo più ampio: i Radicali Italiani presenteranno nove propri candidati all'interno del PD, e, in caso di vittoria del Partito Democratico, a Emma Bonino spetterebbe un posto da ministro. A causa di incompatibilità con le regole interne dei democratici, non vengono candidati, tra le proteste del movimento, Pannella (in quanto è stato in parlamento per molte legislature), D'Elia (condannato in via definitiva, anche se la riabilitazione lo avrebbe reso comunque candidabile) e Silvio Viale. Pannella sostiene invece l'esistenza di veti politici nei loro confronti, in quanto sono state fatte anche eccezioni a questa regola. Per le elezioni amministrative, viene invece presentata, in alcune città, la Lista Bonino - Radicali.
Risultano eletti sei rappresentanti radicali alla Camera: Marco Beltrandi, Rita Bernardini, Maria Antonietta Farina Coscioni, Matteo Mecacci, Maurizio Turco, Elisabetta Zamparutti. E tre rappresentanti radicali al Senato, Emma Bonino, Marco Perduca, Donatella Poretti,. I nove esponenti dei Radicali Italiani in parlamento costituiranno la delegazione radicale all'interno dei gruppi parlamentari del Partito Democratico di Camera dei deputati e Senato della Repubblica. Il movimento radicale, che prima delle elezioni aveva denunciato il mancato rispetto dei patti da parte del Partito Democratico per via delle posizioni in lista di non sicura elezione riservate ai candidati radicali, sottolinea anche dopo le elezioni che senza la sconfitta de La Sinistra l'Arcobaleno sarebbero stati eletti soltanto sei radicali e non nove come previsto dai patti.
Il 29 giugno 2008 il comitato nazionale del movimento nomina Antonella Casu segretaria nazionale al posto della Bernardini (che come consuetudine del Partito Radicale deve dimettersi essendo la carica di partito incompatibile con il mandato parlamentare). Michele De Lucia e Bruno Mellano sono stati nominati rispettivamente tesoriere e presidente.
Alle Europee del 2009 i radicali decidono di presentarsi da soli. Emma Bonino, Marco Pannella, l'urbanista Aldo Loris Rossi, Marco Cappato e Mina Schett Welby guidarano le cinque circoscrizioni. In lista anche il segretario di Nessuno tocchi Caino Sergio D'Elia al Sud e Silvio Viale a Nord-ovest. Sempre a Nord-ovest i co-presidenti dell'associazione Luca Coscioni Gilberto Corbellini e Maria Antonietta Farina Coscioni. La Lista però ottiene solo il 2,43%, risultato in linea con gli ultimi, ma ben lontano dalla clausola di sbarramento fissata al 4% e così, per la prima volta, nessun radicale entra nel Parlamento Europeo.
Dal 15 novembre 2009 il nuovo segretario è Mario Staderini.
Alle regionali del 2010 il partito ripropone la Lista Bonino-Pannella in tutta Italia, con candidati autonomi in Lombardia, Liguria, Emilia-Romagna, Toscana, Marche, Umbria e Basilicata; appoggiando i candidati PD in Piemonte, Veneto e Campania; appoggiando Vendola in Puglia; appoggiando il candidato IdV in Calabria; candidando Emma Bonino in Lazio e ottenendo su questa candidatura l'appoggio di tutto il centro-sinistra.
Il 1º novembre 2010, nel corso del IX Congresso, vengono riconfermati segretario e tesoriere, mentre Silvio Viale viene eletto presidente.
Per richiamare l'attenzione sulla necessità e l'urgenza di affrontare la crisi della giustizia e l'emergenza carceraria nonché sulla necessità di porre fine al silenzio dell'informazione che impedisce un dibattito democratico su questi temi, i Radicali hanno presentato un appello sottoscritto da esponenti di diversi gruppi politici oltre che da numerosi volti noti della cultura e del mondo delle associazioni.
Il 1º novembre 2011, nel corso del X Congresso, vengono riconfermati segretario, tesoriere e presidente.

### Elezioni 2013 e attività successive

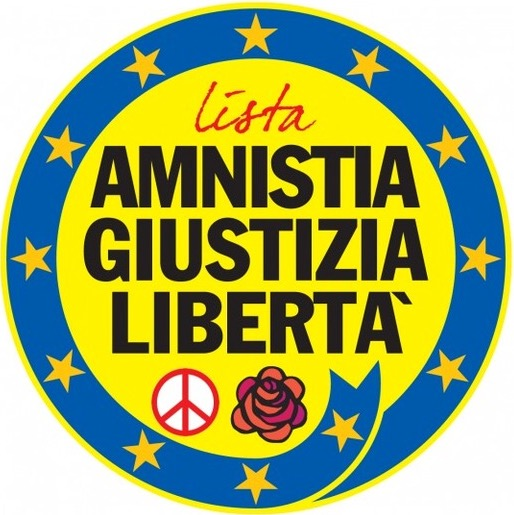
Simbolo adottato dalla lista Amnistia Giustizia Libertà

Nel dicembre 2012 Marco Pannella inizia uno sciopero della fame sull'amnistia delle carceri, portato alla risalta dai mass media per l'aggravarsi delle sue condizioni annuncia di voler formare una lista per l'amnistia. Il 4 gennaio 2013 viene presentata ufficialmente la Lista Amnistia Giustizia Libertà, che correrà alle elezioni politiche del 2013. I Radicali otterranno l 0,19%, ma Sandro Gozi, radicale con doppia tessera al PD, risulta eletto alla Camera dei Deputati per i democratici.
Il 18 gennaio 2013 Marco Pannella annuncia l'ingresso dei Radicali nella coalizione che sostiene Francesco Storace, leader de La Destra, alla candidatura per la presidenza della regione Lazio nelle elezioni del 24 e 25 febbraio 2013. Tale scelta non è stata tuttavia condivisa da molti dirigenti del partito, tra cui Emma Bonino. L'accordo non si è poi concretizzato e i Radicali hanno candidato alla presidenza Giuseppe Rossodivita, che ha ottenuto lo 0,44% delle preferenze.
Il 27 aprile 2013 Emma Bonino viene indicata come Ministro degli affari esteri nel governo Letta, incarico che non sarà però rinnovato nel successivo governo Renzi.
Al XII Congresso tenutosi a Chianciano Terme dal 31 ottobre al 3 novembre 2013 vengono rinnovate le cariche del partito: Laura Arconti nuovo presidente, Rita Bernardini nuovo segretario e Valerio Federico nuovo tesoriere.
Nel 2014 i Radicali non si presentano alle elezioni europee, non raccogliendo nemmeno le firme, per dedicarsi ai referendum e come forma di protesta per l'illegalità delle carceri italiane, denunciata dalla Corte Europea dei Diritti dell'Uomo e ignorata dallo Stato italiano, oltre che per i problemi economici del partito.
Il 2015 vede invece una decisa ripresa anche della battaglia antiproibizionista.
Al XIV Congresso tenutosi a Chianciano Terme dal 29 ottobre al 1º novembre 2015 vengono rinnovate le cariche del partito: Marco Cappato nuovo presidente, Riccardo Magi nuovo segretario e Valerio Federico è confermato tesoriere.
Nelle elezioni amministrative del 2016 presentano a Milano e Roma due liste denominate Radicali - Federalisti Laici Ecologisti. A Milano la deputata Mara Mucci e il senatore Luis Alberto Orellana, entrambi ex 5 Stelle, aderiscono alla lista radicale, candidandosi al Consiglio comunale.
L'esito delle amministrative sarà del 1,9% a Milano e dell'1,2% a Roma. In entrambe le città non eleggerà consiglieri comunali. Tuttavia nella località meneghina otterrà un assessorato a seguito dell'apparentamento al ballottaggio con Beppe Sala, il vincitore della consultazione.

### La morte di Pannella e la scissione radicale
In seguito alla scomparsa di Marco Pannella nel maggio 2016, il XL Congresso del Partito Radicale Transnazionale vede l'affermarsi di una divisione tra i radicali fedeli alla linea dello storico leader (guidati da Maurizio Turco e Rita Bernardini) e i radicali favorevoli alla prosecuzione della politica attiva (guidati da Marco Cappato, Emma Bonino e Riccardo Magi); il congresso si concluse con l'affermarsi della prima corrente e la decisione di dedicare il partito ad attività culturale e di attivismo. Il XII Congresso dei Radicali Italiani (tenutosi pochi mesi dopo) vedrà invece l'affermarsi della linea opposta, favorevole alla prosecuzione dell'attività politica all'interno della coalizione di centro-sinistra.
Si determina quindi una scissione nel mondo radicale, che culmina con l'espulsione dei Radicali Italiani dal Partito Radicale Transnazionale e con il divieto per essi di usare la storica sede di Via di Torre Argentina e di presenziare a Radio Radicale. La scissione ha ripercussioni anche sul mondo associazionistico radicale (Nessuno tocchi Caino di Sergio d'Elia e l'Associazione Anticlericale rimangono con il PRT, Non c'è pace senza giustizia, l'Associazione Luca Coscioni e l'Associazione Certi Diritti con RI).

### Le elezioni del 2018 e la nascita della lista +Europa
In vista delle elezioni politiche del 2018 i Radicali danno vita alla lista +Europa guidata da Emma Bonino, insieme a Forza Europa di Benedetto Della Vedova e al Centro Democratico di Bruno Tabacci, all'interno della coalizione di centrosinistra. Ottenendo il 2,6% dei voti, la lista non riesce a superare la soglia di sbarramento del 3% prevista dalla nuova legge elettorale. Tuttavia riesce a eleggere alla Camera Riccardo Magi, eletto in un collegio uninominale a Roma, e Alessandro Fusacchia, eletto nella circoscrizione estero; al Senato Emma Bonino, eletta in un collegio uninominale a Roma. I due deputati aderiscono alla componente +Europa-Centro Democratico del gruppo misto insieme a Bruno Tabacci, mentre Emma Bonino forma la componente +Europa con Emma Bonino, sempre all'interno del gruppo misto. Il PRT invita in tale occasione i suoi militanti a non votare per la lista.
A novembre dello stesso anno il XIII Congresso dei Radicali Italiani elegge Silvja Manzi come segretaria al posto di Magi, Barbara Bonvicini come presidente e Antonella Soldo come tesoriera.
Il 27 gennaio 2019 partecipa alla fondazione del partito +Europa, senza però sciogliersi al suo interno. Alle elezioni europee del 26 maggio la Manzi è candidata in tutte le circoscrizioni, ma non risulta eletta.. I deputati radicali Riccardo Magi e Alessandro Fusacchia confermano la fiducia al Conte II e la senatrice Emma Bonino, al contrario, la nega. Tabacci e il suo Centro Democratico lasciano polemicamente +Europa.
Il 3 novembre 2019, durante il XVIII Congresso vengono eletti Massimiliano Iervolino Segretario, Giulia Crivellini Tesoriere e Igor Boni Presidente. Nella mozione generale, il Congresso "chiede a Riccardo Magi di esplorare le possibilità che alla Camera dei Deputati nasca una componente parlamentare che contenga nella propria denominazione “Radicali Italiani”, considerando prioritarie le soluzioni nelle quali sia presente anche l’indicazione “+Europa”.
Il 17 novembre 2020 i parlamentari di +Europa (compreso Riccardo Magi in possesso di doppia tessera) e Azione comunicano l'unione delle rispettive rappresentanze parlamentari in un'unica componente nel Gruppo misto al Senato (+Europa/Azione) e Camera (Azione/+Europa/Radicali Italiani). L'intento, scrivono, è quello di rafforzare l'azione politica di opposizione per una più incisiva critica al governo Conte II, che sia severa ma sempre costruttiva, mossa da posizioni europeiste e liberaldemocratiche antitetiche a quelle del blocco sovranista.

### Le elezioni politiche del 2022 e sviluppi successivi
In vista delle elezioni politiche del 2022 RI entra inizialmente a far parte della lista Partito Democratico - Italia Democratica e Progressista, all'interno della coalizione di centro-sinistra. Il 14 agosto viene poi annunciata l'alleanza con +Europa, sempre nel centro-sinistra. In seguito, però, i Radicali annunciano che non inseriranno i proprio candidati in una lista, limitandosi a dare indicazione di voto per la coalizione.
In occasione delle elezioni regionali del 12-13 febbraio 2023 i Radicali Italiani nel Lazio presentano una lista insieme ai +Europa e a Volt a sostegno di Alessio D'Amato, assessore uscente della giunta di centro-sinistra, ma con l’1% non riescono ad eleggere nessun consigliere. In Lombardia invece i Radicali e Volt sostengono la lista civica "Patto Civico" di Pierfrancesco Majorino candidando il consigliere regionale uscente Michele Usuelli, risultato primo dei non eletti, ed altri candidati, senza però ottenere nessun seggio; mentre +Europa decide di non schierarsi vista l’alleanza con il M5S.
Alle amministrative di maggio i Radicali sono presenti in alcune liste civiche di candidati sindaco come a Imperia dove contribuiscono al 6% del candidato indipendente Enrico Lauretti o in quelle di Azione-Italia Viva-+ Europa come a Brescia.
Nel gennaio del 2024 Matteo Hallissey, 20 anni, viene eletto nuovo segretario di Radicali italiani, diventando così il segretario di partito più giovane in Italia. La sua mozione al XXII Congresso del partito ha ricevuto 139 voti favorevoli, 19 astenuti e 13 contrari. Succede a Massimiliano lervolino. L'ala del partito rappresentata dalla dirigenza uscente ha presentato una mozione alternativa e non ha partecipato al voto. La nuova presidente è Patrizia De Grazia e il nuovo tesoriere è Filippo Blengino.
Il 20 aprile 2024, in vista delle elezioni europee di giugno, viene presentato il simbolo della lista Stati Uniti d’Europa alla quale i Radicali aderiscono insieme, tra gli altri, a +Europa, Italia Viva e Partito Socialista Italiano. La lista raccoglie il 3,77% non sufficiente a superare la soglia di sbarramento del 4%. Alle regionali in Piemonte la stessa lista con il 2,42% elegge un consigliere di Italia Viva. Alle regionali in Emilia-Romagna di ottobre a sostegno di Michele De Pascale viene presentata una lista riformista che include Azione, +Europa, PSI e PRI con Matteo Hallissey come capolista nella provincia di Bologna.
Il segretario parallelamente promuove un cambio di posizione del movimento sul tema dell’energia nucleare, posizionando il partito a favore di questa fonte di energia e promuovendo, il 23 ottobre 2024, insieme ad Azione, Fondazione Luigi Einaudi, Chicco Testa, alcuni accademici ed altre personalità politiche e divulgative, una legge di iniziativa popolare per la sua reintroduzione, la quale supera la soglia di firme richieste tre giorni dopo la presentazione.
Ad Aprile 2025 il partito si fa promotore nuovamente di una legge di iniziativa popolare insieme all’associazione “MuoverSì, Federazione NCC”, presieduta dall’ex deputato del Pd Andrea Romano, sul tema del trasporto pubblico non di linea, con l’obbiettivo di rimuovere gli ostacoli normativi che  impedirebbero, secondo i promotori, agli NCC di agire in maniera concorrenziale in questo mercato, attualmente gestito prevalentemente da taxi.

## Obiettivi
Scopo del partito, come recita lo statuto, è di rafforzare le lotte liberali, liberiste, e libertarie, per avviare la riforma statunitense delle istituzioni, la rivoluzione liberale e costruire gli Stati Uniti d'Europa.
Il partito si ritiene erede del radicalismo storico e dell'idea di laicità e di società propugnate in Italia prima dai politici post-risorgimentali (Destra storica e Sinistra storica, eredi della tradizione post-illuminista e dei padri del Risorgimento, in particolare di Cavour, Mazzini, Cattaneo e Garibaldi), dall'estrema sinistra storica e dal Partito Radicale Italiano di Felice Cavallotti, Agostino Bertani e Francesco Saverio Nitti, poi da uomini della sinistra socialista liberale, come i fratelli Rosselli, Gaetano Salvemini, Ignazio Silone e Piero Calamandrei, oltre al "padre" del liberalismo novecentesco italiano, il filosofo idealista Benedetto Croce.
Inoltre ha, tra i propri metodi di lotta politica, la nonviolenza di Gandhi: Pannella si è avvicinato a questi metodi (come lo sciopero della fame, usato spesso da Pannella, o il satyagraha), dopo un intenso dialogo politico col filosofo Aldo Capitini, detto il Gandhi italiano. Altre figure di riferimento sono Martin Luther King, Immanuel Kant e Karl Popper.
Valori importanti sono quelli dell'anti-proibizionismo in tema di stupefacenti, della laicità e dei diritti civili, dell'ambientalismo, dell'europeismo ed atlantismo, nonché della nonviolenza.

### Economia
In economia i Radicali si professano liberisti e quindi favorevoli al libero mercato e alla libera impresa, anche se negli ultimi anni hanno subìto influenze socialdemocratiche, non disdegnando un sistema di welfare che sia universalistico ma leggero, da garantire con una bassa e progressiva tassazione.
Si ispirano principalmente alle idee dell'economista italiano Ernesto Rossi, tra i fondatori del Partito Radicale, e, parzialmente, ad alcune idee di Milton Friedman, economista statunitense Premio Nobel della scuola di Chicago: privatizzazione e liberalizzazione di tutti i settori sociali che non siano strategici e abolizione di monopoli e oligopoli per favorire la libera concorrenza. La corrente friedmaniana più corposa, facente capo a Benedetto Della Vedova, ha lasciato però il partito nel 2006. Alcuni radicali simpatizzano invece per l'economia keynesiana e post-keynesiana, aderendo all'ideologia del liberalismo sociale.

### Giustizia
I Radicali promuovono una visione liberale e garantista della giustizia, appoggiando la responsabilità civile dei magistrati, la separazione delle carriere dei magistrati, la riforma in direzione uninominale del Consiglio Superiore della Magistratura, la limitazione del carcere e della custodia cautelare, l'abolizione dell'obbligatorietà dell'azione penale e l'abolizione dei cosiddetti "reati di opinione". I Radicali sostengono inoltre una grande riforma carceraria, che parta dall'amnistia, e si battono per una progressiva depenalizzazione di diversi reati e contro gli abusi giuridici e di autorità.
Sono contrari alla pena di morte, all'ergastolo e all'articolo 41 bis e si battono per il fine rieducativo delle pene e per la loro umanità, in accordo con l'articolo 27 della Costituzione della Repubblica Italiana.

### Temi etici
I radicali sono favorevoli al riconoscimento dei diritti civili di coppie conviventi, comprese coppie omosessuali, attraverso l'istituzione di accordi sul modello dei Pacs, al matrimonio civile tra persone dello stesso sesso ("matrimonio omosessuale"), alle adozioni anche per i single e al divorzio breve.
Nel campo della bioetica sostengono l'uso delle cellule staminali anche embrionali per fini di ricerca e terapia, il testamento biologico col diritto all'eutanasia, il diritto all'aborto, l'accesso ai contraccettivi e l'adozione di leggi permissive nel campo della fecondazione in vitro.
Sono inoltre favorevoli alla legalizzazione della prostituzione e delle cosiddette "droghe leggere". La legalizzazione delle cosiddette "droghe leggere" si prefigge di privare il narcotraffico di una fonte di guadagno, di garantire il rispetto di "inalienabili diritti e libertà" del cittadino e di "ridurre il danno e il rischio" associato al consumo di tali sostanze (per esempio, regolamentandone la vendita allo scopo di ridurre la probabilità che i minorenni ne facciano uso). Allo stesso tempo, i radicali si propongono di arginare la diffusione delle "droghe pesanti", attraverso le politiche di "riduzione del danno", quali ad esempio la somministrazione controllata di eroina in apposite strutture per i tossicodipendenti che rinunciano a disintossicarsi con il metadone e la distribuzione gratuita di siringhe monouso. Tali strutture (narcosale) sarebbero gestite da personale medico ed infermieristico.
I radicali propongono inoltre l'assistenza sanitaria universale (cioè garantita a tutti i residenti), finanziata dalla fiscalità generale, con libertà di scelta tra il servizio sanitario o, in alternativa, un'assicurazione (privata, pubblica, professionale) che garantisca la copertura almeno di livelli minimi di assistenza definiti dallo Stato.
Oltre a ciò, propongono il diritto di voto agli immigrati regolari e la cittadinanza in breve tempo.

### Laicità dello Stato
I radicali hanno dato storicamente molta importanza alla promozione di campagne per la laicità dello Stato e la libertà di coscienza, soprattutto in Italia, dove, secondo l'opinione del partito, la religione cattolica viene ancora considerata come religione dominante, non solo per numero, ma anche nella considerazione che le gerarchie ecclesiastiche godono a livello pubblico, rispetto ad altre confessioni come i valdesi, o ai non religiosi.
Obiettivi di queste campagne sono per l'abolizione del concordato tra Santa Sede e Repubblica italiana, contro quella che essi definiscono come "impunità" di cui godrebbero i membri della Chiesa cattolica di fronte a reati di pedofilia e violenza sessuale, in generale contro quelli che i radicali chiamano "privilegi" della Chiesa cattolica in Italia (come l'8 per mille) e nel contesto internazionale in appoggio e solidarietà verso le minoranze religiose oppresse nel mondo.

### Ambientalismo
I Radicali promuovono le energie alternative, quali eolico e solare, e forti campagne per il riciclaggio dei rifiuti. Sono favorevoli alla riduzione della sperimentazione animale, senza però danneggiare la libertà di ricerca sui nuovi farmaci, anche se questa posizione non è univoca e vi sono esponenti completamente contrari.
Sono inoltre favorevoli a maggiori incentivi a favore dei veicoli ecosostenibili e, a partire dal 2024, all'utilizzo dell'energia nucleare, pur essendosi opposti ad essa in passato,  mentre sono contrari alla caccia per motivi etici.

### Politica estera
In geopolitica il movimento Radicale ha una marcata visione eurofederalista, filostatunitense (in particolare Pannella ha fatto riferimento alle figure di Martin Luther King, Abraham Lincoln e Dwight Eisenhower), atlantista, europeista; sono favorevoli all'ingresso dello Stato d'Israele e del Marocco nell'Unione europea, nonché alla promozione della democrazia ed al contrasto di ogni dittatura, in particolari sono contrari fortemente ai regimi islamisti, a quello della Cina e al governo di Vladimir Putin in Russia. Sono inoltre favorevoli alla nascita di uno Stato Palestinese, ma solo se esso sia totalmente democratico.
I Radicali denotano una forte tendenza alla nonviolenza, ma si oppongono al pacifismo ideologico e al non-interventismo (per esempio si astennero sulla partecipazione italiana alla Guerra del Golfo, erano favorevoli alla Guerra del Kosovo e alla Guerra in Afghanistan, mentre per evitare la Guerra in Iraq proposero che venisse offerto l'esilio per Saddam Hussein, ma dopo l'invasione si opposero invece al ritiro delle truppe).
Da molti anni i Radicali hanno promosso iniziative e manifestazioni in solidarietà e in appoggio di minoranze etniche oppresse, in particolare verso:
- i Tibetani (minoranza cinese buddhista nella regione del Tibet)[65];
- gli Uiguri (minoranza cinese musulmana dello Xinjiang)[66];
- i Montagnard Degar (minoranza vietnamita cristiana)[67];
- i Ceceni (minoranza musulmana nella regione russa Cecenia)[68].

### Istituzioni
Per quanto concerne l'assetto istituzionale, i Radicali propongono una riforma statunitense delle istituzioni, ossia un sistema basato sulla trasparenza, sul presidenzialismo e sul federalismo locale ed europeo.
Sulla legge elettorale, i Radicali sostengono il first-past-the-post (maggioritario secco basato sul collegio uninominale), per spingere nei confronti di un reale bipolarismo come nei sistemi anglosassoni. Durante il periodo di vigenza della legge Mattarella (1993-2006), che istituiva il sistema maggioritario, promossero un referendum per l'abolizione del 25 % di quota proporzionale.
Sulla trasparenza delle istituzioni e dei loro membri, propongono l'anagrafe degli eletti.

## Struttura

### Segretario
| Segretario             | Periodo                            |
| ---------------------- | ---------------------------------- |
| Daniele Capezzone      | 14 luglio 2001 – 5 novembre 2006   |
| Rita Bernardini        | 5 novembre 2006 – 29 giugno 2008   |
| Antonella Casu         | 29 giugno 2008 – 15 novembre 2009  |
| Mario Staderini        | 15 novembre 2009 – 4 novembre 2013 |
| Rita Bernardini        | 4 novembre 2013 – 1 novembre 2015  |
| Riccardo Magi          | 1º novembre 2015 – 3 novembre 2018 |
| Silvja Manzi           | 3 novembre 2018 – 3 novembre 2019  |
| Massimiliano Iervolino | 3 novembre 2019 – 28 gennaio 2024  |
| Matteo Hallissey       | 28 gennaio 2024 – 8 dicembre 2024  |
| Filippo Blengino       | 8 dicembre 2024 – in carica        |

### Presidente
| Presidente                                           | Periodo        |
| ---------------------------------------------------- | -------------- |
| Benedetto Della Vedova Rita Bernardini Luca Coscioni | 2001-2003      |
| Luca Coscioni                                        | 2003-2006      |
| Maria Antonietta Coscioni                            | 2006-2008      |
| Bruno Mellano                                        | 2008-2010      |
| Silvio Viale                                         | 2010-2013      |
| Laura Arconti                                        | 2013-2014      |
| Riccardo Magi                                        | 2014-2015      |
| Marco Cappato                                        | 2015-2016      |
| Antonella Soldo                                      | 2016-2018      |
| Barbara Bonvicini                                    | 2018-2019      |
| Igor Boni                                            | 2019-2024      |
| Patrizia de Grazia                                   | 2024-2024      |
| Matteo Hallissey                                     | 2024-in carica |

### Tesoriere
| Tesoriere             | Periodo        |
| --------------------- | -------------- |
| Danilo Quinto         | 2001-2003      |
| Rita Bernardini       | 2003-2006      |
| Elisabetta Zamparutti | 2006-2008      |
| Michele De Lucia      | 2008-2013      |
| Valerio Federico      | 2013-2016      |
| Michele Capano        | 2016-2017      |
| Silvja Manzi          | 2017-2018      |
| Antonella Soldo       | 2018-2019      |
| Giulia Crivellini     | 2019-2024      |
| Filippo Blengino      | 2024-2024      |
| Patrizia De Grazia    | 2024-in carica |

## Organi di comunicazione
Il mezzo di comunicazione ufficiale e storico dei Radicali Italiani è Radio Radicale, la radio di partito e di tutti i partiti.
Rivista cartacea mensile è invece Agenda Coscioni, curata dall'Associazione Luca Coscioni, mentre per le notizie giornaliere viene inviata la newsletter Notizie Radicali a cura di Valter Vecellio.
Va ricordata anche la rivista cartacea trimestrale d'approfondimento Quaderni Radicali, accompagnata da una rivista online aggiornata quotidianamente Agenzia Radicale, entrambe dirette e gestite da Giuseppe Rippa.

## Risultati elettorali
| Elezione       | Elezione     | Voti                                   | %                                      | Seggi   |
| -------------- | ------------ | -------------------------------------- | -------------------------------------- | ------- |
| Europee 2004   | Europee 2004 | Nella Lista Emma Bonino                | Nella Lista Emma Bonino                | 2 / 73  |
| Politiche 2006 | Camera       | Nella Rosa nel Pugno                   | Nella Rosa nel Pugno                   | 7 / 630 |
| Politiche 2006 | Senato       | Nella Rosa nel Pugno                   | Nella Rosa nel Pugno                   | 0 / 315 |
| Politiche 2008 | Camera       | Nel PD                                 | Nel PD                                 | 6 / 630 |
| Politiche 2008 | Senato       | Nel PD                                 | Nel PD                                 | 3 / 315 |
| Europee 2009   | Europee 2009 | Nella Lista Bonino-Pannella            | Nella Lista Bonino-Pannella            | 0 / 73  |
| Politiche 2013 | Camera       | Nella Lista Amnistia Giustizia Libertà | Nella Lista Amnistia Giustizia Libertà | 0 / 630 |
| Politiche 2013 | Senato       | Nella Lista Amnistia Giustizia Libertà | Nella Lista Amnistia Giustizia Libertà | 0 / 315 |
| Politiche 2018 | Camera       | In +Europa                             | In +Europa                             | 2 / 630 |
| Politiche 2018 | Senato       | In +Europa                             | In +Europa                             | 1 / 315 |
| Europee 2019   | Europee 2019 | In +Europa – IiC – PDE Italia          | In +Europa – IiC – PDE Italia          | 0 / 76  |
| Europee 2024   | Europee 2024 | In Stati Uniti d’Europa                | In Stati Uniti d’Europa                | 0 / 76  |

## Nelle istituzioni

### Camera dei deputati
Nel gruppo La Rosa nel Pugno
| XV legislatura |
| -------------- |
| 6 deputati     |

- Marco Beltrandi
- Emma Bonino
- Daniele Capezzone
- Sergio D'Elia
- Donatella Poretti
- Maurizio Turco

Nel gruppo Partito Democratico
| XVI legislatura |
| --------------- |
| 6 deputati      |

- Marco Beltrandi
- Rita Bernardini
- Maria Antonietta Farina Coscioni
- Matteo Mecacci
- Maurizio Turco
- Elisabetta Zamparutti

Nel gruppo Misto
| XVIII legislatua |
| ---------------- |
| 2 deputati       |

- Riccardo Magi
- Alessandro Fusacchia

Nel gruppo Misto
| XIX legislatura |
| --------------- |
| 1 deputato      |

- Riccardo Magi

### Senato della Repubblica
Nel gruppo Misto
| XVI legislatura |
| --------------- |
| 3 senatori      |

- Emma Bonino
- Marco Perduca
- Donatella Poretti

Nel gruppo Misto
| XVIII legislatura |
| ----------------- |
| 1 senatore        |

- Emma Bonino

### Parlamento Europeo
Nel gruppo ELDR
| VI legislatura     |
| ------------------ |
| 2 europarlamentari |

- Emma Bonino
- Marco Pannella

### Governi
- Governo Prodi II
  - Emma Bonino, ministro del commercio internazionale (17 maggio 2006 – 8 maggio 2008)
  - Emma Bonino, ministro delle politiche europee (17 maggio 2006 – 8 maggio 2008)
- Governo Letta
  - Emma Bonino, ministro degli affari esteri e della cooperazione internazionale (28 aprile 2013 – 22 febbraio 2014)

## Congressi
- I congresso – Roma, 4 – 7 luglio 2002 – Per la riforma americana delle istituzioni, dell'economia, della giustizia. Per liberare e legalizzare l'Italia
- II congresso – Roma, 30 ottobre – 2 novembre 2003 – Per gli Stati Uniti d'Europa e d'America. Liberare e legalizzare l'Italia
- III congresso – Roma, 29 ottobre – 1º novembre 2004 – Referendum, caso Italia, caso Europa. Liberalizzare e legalizzare la scienza, la ricerca, la vita, le istituzioni, l'Italia, l'Europa
- IV congresso – Riccione, 29 ottobre – 1º novembre 2005 - Alternanza per l'alternativa. Progetto per le libertà. Blair Fortuna Zapatero
- V congresso – Padova, 2 – 5 novembre 2006 – La politica, l'Italia. Liberare, legalizzare, riformare
- VI congresso – Padova, 1º – 4 novembre 2007 – Liberare, legalizzare, moralizzare la politica, l'Italia
- VII congresso – Chianciano Terme, 30 ottobre – 2 novembre 2008 – 1955-2008, la R/esistenza radicale
- VIII congresso – Chianciano Terme, 12 – 15 novembre 2009 – Rivolta! Gandhiana, sociale, politica, morale
- IX congresso – Chianciano Terme, 29 ottobre – 1º novembre 2010 – Antiproibizionismo! Legalità! Onestà!
- X congresso – Chianciano Terme, 29 ottobre – 1º novembre 2011 – Prepotente urgenza... Sì, Signor Presidente, ma di diritto, diritti e democrazia .
- XI congresso – Roma, 1º – 4 novembre 2012 – Uscire dalla flagranza criminale: amnistia e Stati Uniti d'Europa subito!
- XII congresso – Chianciano Terme, 31 ottobre – 3 novembre 2013 – Legalità costituzionale dietro le sbarre. Dalla condanna di Strasburgo al messaggio del Quirinale agli obblighi costituzionali gravanti sui poteri dello Stato (Parlamento, Governo, Corte costituzionale, giudici) .
- XIII congresso – Chianciano Terme, 30 ottobre – 2 novembre 2014 – Per la pace, per lo Stato di diritto democratico federalista laico, contro il ritorno del prevalere dei regimi .
- XIV congresso – Chianciano Terme, 29 ottobre – 1º novembre 2015 – Per lo Stato di diritto democratico federalista laico – Contro le ragion di Stato, anche per il diritto umano alla conoscenza.[72][73]
- XV congresso – Roma, 29 ottobre – 1º novembre 2016 – Europeo, liberale, laico, antiproibizionista.[74]
- XVI congresso – Roma, 29 ottobre – 1º novembre 2017 – Futuro. Una sfida radicale.[75]
- XVII congresso – Roma, 1º ottobre – 3 novembre 2018 – #Disobbedienti #Nonviolenti #Radicali[76]
- XVIII congresso – Torino, 1º – 3 novembre 2019 – Stato di diritto, Stato di diritti[77]
- XIX congresso – interamente online, 27 febbraio – 7 marzo 2021 – Next Generation Radicali[78]
- XX congresso – Roma, 25 – 27 febbraio 2022 – Anche questa è politica![79]
- XXI congresso – Rimini, 9 – 11 dicembre 2022 – Energie Radicali, contro i regimi nazional populisti, per il diritto internazionale e i diritti umani e civili[80]
- XXII congresso – Roma, 8 – 10 dicembre 2023, riconvocato il 26 – 28 gennaio 2024 – Nuove Resistenze, democrazia e partecipazione popolare contro dittature e autoritarismi
- XXIII congresso - Torino, 6 - 8 dicembre 2024 - Democrazia liberale senza confini – Resistere agli autoritarismi globali e locali

## Iscritti
- 2001: 1415 iscritti
- 2002: 2259 iscritti
- 2003: 2177 iscritti
- 2004: 1965 iscritti
- 2005: 2233 iscritti
- 2006: 1761 iscritti
- 2007: 1781 iscritti
- 2008: 1501 iscritti
- 2009: 1507 iscritti
- 2010: 1558 iscritti
- 2011: 1437 iscritti
- 2012: 1288 iscritti
- 2013: 1004 iscritti
- 2014: 908 iscritti
- 2015: 875 iscritti
- 2016: 948 iscritti
- 2017: 1035 iscritti
- 2018: 928 iscritti
- 2019: 697 iscritti
- 2020: 626 iscritti
- 2021: 649 iscritti
- 2022: 613 iscritti[81]
- 2023: 623 iscritti[82]
- 2024: 519 iscritti

## I "soggetti Radicali"
Un soggetto Radicale è un gruppo di persone organizzato legalmente come associazione che porta avanti e sviluppa i temi relativi ai Radicali Italiani.
Spesso riferendosi ai soggetti radicali si usa il termine "galassia radicale".
Le Associazioni Radicali territoriali sono state concepite, nello statuto radicale del 1967, come l'alternativa alle "sezioni" di partito, concepite gerarchicamente dal Pci e dal Psi e imitate dagli altri partiti. Sono circa una cinquantina e sono sparse su tutto il territorio italiano. Gli iscritti hanno la possibilità della doppia tessera; non esiste inoltre il collegio dei probiviri e la possibilità di espulsione dal movimento.
Le organizzazioni affiliate a Radicali Italiani sono:
- Associazione Radicale Certi Diritti, associazione radicale d'iniziativa politica non violenta, giuridica e di studio per la promozione e la tutela dei diritti civili dei gay e dei transessuali;
- Rientro Dolce, associazione radicale per un "rientro dolce" della popolazione mondiale, che si occupa principalmente di demografia e ambiente;
- Antiproibizionisti – @.r.a., associazione radicale per l'antiproibizionismo in materia di droghe;
- Agorà Digitale, associazione radicale per le libertà digitali e su internet;
- Il detenuto ignoto, associazione radicale per i diritti dei carcerati;
- Save Salento – Salviamo il Salento, associazione radicale per la salvaguardia del paesaggio e del patrimonio storico-naturalistico salentino dai pericoli portati dalla "corsa all'oro" al mega-eolico e mega-fotovoltaico e dal consumo deregolamentato del suolo;
- Lega Italiana per il Divorzio Breve, associazione radicale per la sburocratizzazione delle pratiche per il divorzio;
- Nitobe, associazione radicale per la democrazia e giustizia linguistica.
- Movimenta, associazione radicale nata per sviluppare attività politica su temi economici e sociali